# Moses (Vorname)
Moses ist ein männlicher Vorname.

## Herkunft und Bedeutung
Beim Namen Mose handelt es sich um die lateinische Form des hebräischen Namens מֹשֶׁה mōšæ. Dieser geht auf die ägyptische Wurzel mś/mśj „gebären“ bzw. „Kind“ zurück, wobei das theophore Element verloren gegangen ist. Der Name bedeutet somit „[der Gott N. N.] hat geboren“, „[der Gott N. N.] hat geboren“.
Volksetymologisch wird im Alten Testament eine Herleitung von der Wurzel משׁה mšh „herausziehen“ bzw. μωυ mōy (ägyptisch mw, koptisch mŏu und mōu) „Wasser“ und unklar υ/εσης y/esēs bemüht: „aus dem Wasser gerettet“, „der Herausgezogene“, „der Herausziehende“.
Der Name geht auf den biblischen Propheten und Anführer Mose zurück (Ex 2,10  u. ö.).

## Verbreitung
In den USA war der Name Moses [ˈmoʊz.ɪs] im ausgehenden 19. Jahrhundert geläufig und zählte zu den 200 beliebtesten Jungennamen. Jedoch verlor er immer weiter an Popularität. Seine letzte Top-200-Platzierung erreichte der Name im Jahr 1910. Er sank in den Vornamenscharts beständig weiter ab, bis er im Jahr 1964 mit Rang 599 seinen Tiefpunkt erreichte. Anfang der 1970er Jahre gewann der Name erneut an Popularität. Von 1973 bis 1985 fand er sich unter den 500 meistgewählten Jungennamen. Seitdem schwankte die Beliebtheit des Namens immer wieder im Bereich der 400er- bis 500er-Ränge. Im Jahr 2023 belegte er in den Vornamenscharts auf Rang 556.
Auch in England und Wales ist der Name geläufig, erreichte jedoch mit Rang 481 lediglich im Jahr 2006 die Top-500 der Vornamenscharts. Im Jahr 2023 sank Moses in den Vornamenscharts um 164 Plätze auf Rang 843.
In Deutschland wird der Name Moses [ˈmoː.zəs] nur sehr selten vergeben. Zwischen 2010 und 2024 wurde er etwa 400 Mal als erster Vorname vergeben. Das durchschnittliche Alter eines Moses in Deutschland beträgt 10 Jahre.
Auch in Österreich tragen nur wenige Kinder diesen Namen. Mit Rang 419 erreichte der Name seine höchste Platzierung im Jahr 1992. Die meisten Namensträger wurden jedoch in den Jahren 2013 und 2015 geboren, als jeweils 6 Jungen diesen Namen erhielten. Im Jahr 2023 stand Moses auf Rang 957 der Vornamenscharts.

## Varianten
- Albanisch: Moisiu, Musa
- Altkirchenslawisch: Мѡѷсеи Mōÿsēi
- Arabisch: مُوسَى mūsa
  - Alternative Transkriptionen: Mousa, Moussa, Musa
- Armenisch: Մովսես Movses
- Bengalisch: মুসা musa
- Bulgarisch: Моисей Moisej, Мойсей Mojsej, Моисея Moiseja
- Deutsch: Mose
- Englisch (mittelalterlich): Moss
- Estnisch: Mooses
- Färöisch: Móses
- Finnisch: Mooses
- Französisch: Moïse
- Griechisch
  - Altgriechisch (LXX): Μωυσης Mōysēs, Μωυση Mōysē, Μωση Mōsē, Μωσης Mōsēs
  - Altgriechisch (Josephus, NT, Philo): Μωυσῆς Mōysês, Μωσῆς Mōsês, Μωυσεῖος Mōyseîos, Μουσεῖος Museîos
- Hausa: Musa
- Hebräisch: מֹשֶׁה mōšæ
  - Alternative Transkriptionen: Mosche, Moshe
- Indonesisch: Musa
- Isländisch: Móses
- Italienisch: Mosè
- Jiddisch: משה Moishe, Moische
- Kasachisch: Мұса Mūsa
- Latein: Moyses
- Malaiisch: موسى Musa
- Niederländisch: Mozes
  - Diminutiv: Moos
- Persisch: موسی mūsa
  - Alternative Transkription: Mousa
- Portugiesisch: Moisés
- Rumänisch: Moise
- Russisch: Моисей Moisej, Муса Musa, Моисею Moiseju
- Schwedisch: Mose
- Spanisch: Moisés
- Tschechisch: Mojžíš
- Türkisch: Musa
- Uigurisch: مۇسا musa
- Ukrainisch: Мойсей Mojsej
- Ungarisch: Mózes, Mózesnek
- Urdu: موسیٰ mūsa

## Namenstag
Der Namenstag von Moses wird nach dem biblischen Propheten Mose und Moses, dem Apostel der Sarazenen am 7. Februar gefeiert.

## Namensträger
Antike und Mittelalter
- Moses der Äthiopier (ca. 320–407), afrikanischer Einsiedler, Priester und Märtyrer
- Moses (arabischer Bischof) (4. Jh.), christlicher Eremit und Bischof der Araber
- Moses von Choren (5. Jh.), spätantiker armenischer Historiker
- Moses Bar-Kepha († 903), Theologe der Syrisch-Orthodoxen Kirche
- Moses der Ungar (* um 990; † 1043), russisch-orthodoxer Heiliger
- Moses ibn Esra (ca. 1055–1138), spanisch-jüdischer Schriftsteller und Philosoph
- Moses Kimchi († 1190), jüdischer Grammatiker und Exeget
- Moses von Kiew (12. Jahrhundert), Talmudgelehrter
- Moses Maimonides (1138–1204), Philosoph, Arzt und Rechtsgelehrter, genannt auch Rabbi Moses, siehe Maimonides
- Moses ibn Tibbon (ca. 1200–1283), jüdischer Übersetzer
- Mose ben Josua von Narbonne († nach 1362), jüdischer Gelehrter
- Mose ben Isaak Münz (15. Jahrhundert), jüdischer Gelehrter, Dezisor und Rabbiner

Neuzeit
- Moses Gideon Abudiente († 1688), Rabbiner und Autor
- Moses Alexander (1853–1932), deutschamerikanischer Politiker und Gouverneur des Bundesstaates Idaho (1915–1919)
- Moses Ali (* 1939), ugandischer Politiker
- Moses Amweelo (1952–2025), namibischer Politiker
- Moses Bosco Anderson (1928–2013), US-amerikanischer Ordensgeistlicher, römisch-katholischer Bischof
- Moses Annenberg (1877–1942), US-amerikanischer Verleger und Mobster
- Moses K. Armstrong (1832–1906), US-amerikanischer Politiker
- Moses Arndt (* 1964), deutscher Autor und Verleger im Bereich der Hardcore-Punk-Bewegung
- Moses Kimeli Arusei (* 1983), kenianischer Marathonläufer
- Moses Asch (1905–1986), US-amerikanischer Musikproduzent
- Moses Auerbach (1881–1976), deutsch-israelischer Rabbiner
- Moses Bahelfer (1908–1995), litauischer Reklamezeichner und Bühnenbildner
- Moses Löb Bamberger (1838–1899), Rabbiner des Distriktsrabbinats Bad Kissingen
- Moses Bendix (1800–1845), deutscher Textilunternehmer
- Moses Berlin († 1829), deutscher Rabbiner
- Moses Blah (1947–2013), liberianischer Politiker, 23. Staatspräsident von Liberia
- Moses Bloch (1804–1841), deutscher Rabbiner
- Moses Löb Bloch (1815–1909), österreichisch-ungarischer Rabbiner
- Moses Blumenfeld (1821–1902), deutscher Lehrer und Prediger
- Moses ter Borch (1645–1667), holländischer Maler und Zeichner
- Moses Boyd (* 1991), britischer Fusionmusiker (Schlagzeug, Komposition)
- Moses Abraham Brandeis (1765–1819), deutscher Rabbiner
- Moses Brings Plenty (* 1969), US-amerikanischer Schauspieler und Musiker
- Moses L. Broocks (1864–1908), US-amerikanischer Politiker
- Moses Browne (1704–1787), englischer Geistlicher und Dichter
- Moses Brück (1812–1849), jüdischer Theologe
- Moses Büding († 1811), Oberhofagent und Bankhaus-Gründer in Kassel
- Moses Bwayo, ugandischer Filmregisseur
- Moses Calvary (1876–1944), deutscher Reformpädagoge
- Moses Ceylan (* 1980), deutscher Koch
- Moses Chan (* 1971), chinesischer Schauspieler und Sänger (Hongkong)
- Moses H. W. Chan (* 1946), US-amerikanischer Physiker
- Moses S. Charikar, indisch-US-amerikanischer theoretischer Informatiker
- Moses Cheboi (* 1970), kenianischer Politiker
- Moses Chikwe (* 1967), nigerianischer Geistlicher und römisch-katholischer Weihbischof in Owerri
- Moses Hungwe Chinhengo (* 1955), simbabwischer Jurist, Richter am Obersten Gerichtshof von Botswana
- Moses Edwin Clapp (1851–1929), US-amerikanischer Politiker
- Moses David Cobnan (* 2002), nigerianischer Fußballspieler
- Moses Cordovero (1522–1570), jüdischer Mystiker und Kabbalist
- Moses Bledso Corwin (1790–1872), US-amerikanischer Politiker
- Moses M. Costa (1950–2020), bangladeschischer Geistlicher, römisch-katholischer Erzbischof von Chittagong
- Moses G. Crane (1835–1898), US-amerikanischer Unternehmer, Erfinder und Kommunalpolitiker
- Moses Odion Dickson (* 1973), nigerianischer Boxer
- Moses Engelbert (1830–1891), deutscher Rabbiner
- Moses Enguelle (* 1974), französischer Fußballspieler und -trainer
- Moses Jacob Ezekiel (1844–1917), US-amerikanischer Bildhauer
- Moses G. Farmer (1820–1893), US-amerikanischer Elektroingenieur und Erfinder
- Moses Fernbach (1893–1983), deutscher Lehrer und Gemeindeleiter
- Moses W. Field (1828–1889), US-amerikanischer Politiker
- Moses I. Finley (1912–1986), US-amerikanisch-britischer Historiker
- Moses Flechtheim (1814–1886), deutscher Großhandelsunternehmer
- Moses Fürst (1747–1801), dänischer Unternehmer und Schwager von Moses Mendelssohn
- Moses Israel Fürst (* 1617), deutsch-jüdischer Kaufmann
- Moses Gaster (1856–1939), Rabbiner
- Moses Gill (1734–1800), US-amerikanischer Politiker
- Moses Goldschmidt (1873–1943), jüdischer Arzt und Autor in NS-Zeit
- Moses Gomberg (1866–1947), ukrainischstämmiger US-amerikanischer Chemiker
- Moses Görgün (* 1981), syrischer Geistlicher, Metropolit der Syrisch-Orthodoxen Kirche von Europa
- Moses H. Grinnell (1803–1877), US-amerikanischer Politiker
- Moses Salomon Gumpertz († 1742), jüdischer Mediziner
- Moses Gunn (1929–1993), US-amerikanischer Schauspieler
- Moses Uri ha-Levi (ca. 1543–1625), Rabbiner
- Moses Hadas (1900–1966), US-amerikanischer Klassischer Philologe
- Moses Hagiz (1670–1750), Rabbiner, Talmudist, Kabbalist und Zensor
- Moses Halevi (1826–1910), Großrabbiner der Türkei in Konstantinopel (1872–1909)
- Moses Hamon (ca. 1490–1567), jüdischer Arzt
- Moses Hampton (1803–1878), US-amerikanischer Politiker
- Moses Hamungole (1967–2021), sambischer Geistlicher und römisch-katholischer Bischof von Monze
- Moses Harris (1731–1785), englischer Entomologe und Kupferstecher
- Moses Hart (1675–1756), englischer Geschäftsmann
- Moses Häusler (1901–1952), österreichischer Fußballspieler
- Moses Hayden (1786–1830), US-amerikanischer Jurist und Politiker
- Moses Hess (1812–1875), deutsch-jüdischer Philosoph, Frühsozialist, Vorläufer des Zionismus
- Moses Hirschel (1754–1818), deutscher Aufklärer, Schriftsteller und Schach-Autor
- Moses Hirschland (1810–1888), deutscher Arzt
- Moses Hoagland (1812–1865), US-amerikanischer Politiker
- Moses Hogan (1957–2003), US-amerikanischer Komponist, Arrangeur, Pianist und Dirigent
- Moses Horowitz (1844–1910), jiddischer Theaterschriftsteller und Theaterleiter
- Moses Hutzler (1800–1889), deutsch-US-amerikanischer Unternehmer
- Moses Ingram (* 1994), US-amerikanische Schauspielerin und Drehbuchautorin
- Moses Isegawa (* 1963), ugandischer Schriftsteller
- Moses Isserles († 1572), polnischer Rabbiner
- Moses Der Kalousdian (1895–1984), armenischer Widerstandskämpfer zur Zeit des türkischen Genozids an den Armeniern 1915
- Moses Kamut (* 1982), vanuatuischer Leichtathlet
- Moses Kibet Kangogo (* 1979), kenianischer Marathonläufer
- Moses Katjiuongua (1942–2011), namibischer Politiker
- Moses Khumalo (1979–2006), südafrikanischer Jazz-Musiker
- Moses Kibet (* 1991), ugandischer Langstreckenläufer
- Moses Kipkosgei Kigen (* 1983), kenianischer Langstreckenläufer
- Moses Elias Kiley (1876–1953), kanadischer Geistlicher, Erzbischof von Milwaukee
- Moses P. Kinkaid (1856–1922), US-amerikanischer Politiker
- Moses Ndiema Kipsiro (* 1986), ugandischer Langstreckenläufer
- Moses Kiptanui (* 1970), kenianischer Hindernis- und Langstreckenläufer
- Moses H. Kirby (ca. 1798–1893), US-amerikanischer Jurist und Politiker
- Moses Kotane (1905–1978), südafrikanischer Politiker
- Moses Kottler (1896–1977), südafrikanischer Bildhauer, Maler und Zeichner
- Moses Kunitz (1887–1978), russisch-amerikanischer Biochemiker
- Moses Lamidi (* 1988), deutscher Fußballspieler
- Moses G. Leonard (1809–1899), US-amerikanischer Jurist und Politiker
- Moses Levi (1873–1938), deutscher Jurist
- Moses E. Lewis (1854–1951), US-amerikanischer Politiker
- Moses Max Löw (ca. 1857–1938), österreichischer Architekt
- Moses Mabhida (1923–1986), südafrikanischer Gewerkschaftsführer und Politiker
- Moses Macdonald (1815–1869), US-amerikanischer Politiker
- Moses Malone (1955–2015), US-amerikanischer Basketballspieler
- Moses Mandel (1883–1938), ungarisch-schweizerischer Gewerkschafter, Schreiner
- Moses Masai (* 1978), kenianischer Marathonläufer
- Moses Ndiema Masai (* 1986), kenianischer Langstreckenläufer
- Moses Mason (1789–1866), US-amerikanischer Politiker
- Moses Mawere (* 1980), sambischer Politiker
- Moses McClean (1804–1870), US-amerikanischer Politiker
- Moses A. McCoid (1840–1904), US-amerikanischer Politiker
- Moses McNeil (1855–1938), schottischer Fußballspieler
- Moses Mendelsohn (1782–1861), deutscher Autor
- Moses Mendelssohn (1729–1786), deutsch-jüdischer Philosoph der Aufklärung
- Moses Mielziner (1828–1903), Rabbi
- Moses Taiwa Molelekwa (1973–2001), südafrikanischer Musiker
- Moses Montefiore (1784–1885), britischer Unternehmer und jüdischer Philanthrop
- Moses Kouni Mose (* 1962), salomonischer Diplomat
- Moses J. Moseley (1990–2022), US-amerikanischer Schauspieler und Model
- Moses Moser (1797–1838), philanthropischer Bankier und Rabbiner sowie Vertrauter von Heinrich Heine seit dessen Studienzeit in Berlin
- Moses da Castellazzo (1467–1527), venezianischer Porträtmaler und Graveur
- Moses von Mardin (bl. 1548–1592), syrisch-orthodoxer Priester
- Moses Cheruiyot Mosop (* 1985), kenianischer Langstreckenläufer
- Moses Mosuhli (* 1981), lesothischer Leichtathlet
- Moses Mudavadi (1923–1989), kenianischer Politiker, Generalsekretär der Staatspartei KANU
- Moses Muteteka, sambischer Politiker
- Moses Nagamootoo (* 1947), guyanischer Politiker
- Moses Solomonowitsch Nappelbaum (1869–1958), russischer Fotograf
- Moses Norris (1799–1855), US-amerikanischer Politiker (Demokratische Partei)
- Moses Nyeman (* 2003), US-amerikanisch-liberianischer Fußballspieler
- Moses F. Odell (1818–1866), US-amerikanischer Politiker
- Moses Olsen (1938–2008), grönländischer Politiker (Siumut) und Dichter
- Moses Opondo (* 1997), ugandischer Fußballspieler
- Moses Orimolade Tunolase († 1933), nigerianischer Prediger und Gründer einer religiösen Gruppierung
- Moses Otuali (* 2002), nigerianisch-deutscher Fußballspieler
- Moses Pelham (* 1971), deutscher Rapper, Sänger und Musikproduzent
- Moses Petschek (1822–1888), böhmischer Unternehmer
- Moses Philippson (1775–1814), deutscher Schriftsteller, Lehrer, Übersetzer und Verleger
- Moses Pitakaka (1945–2011), salomonischer Politiker, Generalgouverneur der Salomonen
- Moses Polakoff (1896–1993), US-amerikanischer Strafverteidiger
- Moses Pölking (* 1997), deutscher Basketballspieler
- Moses Präger (1817–1861), deutscher Rabbiner und Autor
- Moses Reines (1870–1891), jüdischer Historiker
- Moses Reiß (1802–1878), deutscher Rabbiner
- Moses Robinson (1741–1813), US-amerikanischer Jurist und Politiker
- Moses Rosenkranz (1904–2003), deutschsprachiger Dichter
- Moses Rosenmann (1867–1948), österreichisch-israelischer Rabbiner
- Moses Rothman (1919–2011), kanadischer Filmproduzent
- Moses Sakyi (* 1981), ghanaischer Fußballspieler
- Moses Schneider (* 1966), deutscher Musikproduzent
- Moses Schnirer (1860–1941), österreichischer Zionist vor Theodor Herzl
- Moses Schönfinkel (1888–1942), russischer Mathematiker
- Moses Schorr (1874–1941), polnischer Historiker, Orientalist, Rabbiner und Politiker
- Moses Wilhelm Shapira (1830–1884), Antiquitätenhändler
- Moses H. Sherman (1853–1932), US-amerikanischer Lehrer, Schulleiter, Bankier, Geschäftsmann, Großgrundbesitzer und Politiker
- Moses Sichone (* 1977), sambischer Fußballspieler
- Moses Simon (* 1995), nigerianischer Fußballspieler
- Moses Simson (1808–1868), deutscher Unternehmer
- Moses Sithole (* 1964), südafrikanischer Serienmörder
- Moses Smoira (1888–1961), deutscher, später israelischer Jurist, erster Präsident des Obersten Gerichts in Israel
- Moses Sofer (1762–1839), orthodoxer Rabbiner
- Moses Staffelsteiner (ca. 1529–1554), Arzt
- Moses T. Stevens (1825–1907), US-amerikanischer Politiker
- Moses D. Stivers (1828–1895), US-amerikanischer Politiker
- Moses Strauss (1887–1981), deutscher Arzt, Autor und Gemeindevorsteher der orthodoxen jüdischen Gemeinde in Heilbronn
- Moses Swick (1900–1985), US-amerikanischer Urologe
- Moses Székely († 1603), unitarischer Fürst in Siebenbürgen
- Moses Székely der Jüngere (1603–1658), möglicher Thronanwärter in Siebenbürgen
- Moses Tanui (* 1965), kenianischer Langstreckenläufer
- Moses Tay (* 1938), singapurischer anglikanischer Erzbischof von Südostasien (Singapur)
- Moses ben Joseph di Trani (1505–1585), Talmudgelehrter
- Moses Coit Tyler (1835–1900), amerikanischer Historiker und Literaturwissenschaftler
- Moses Ugbisie (* 1964), nigerianischer Leichtathlet
- Moses Usor (* 2002), nigerianischer Fußballspieler
- Moses Yoofee Vester (* 1999), deutscher Fusion- und Jazzmusiker (Piano, Komposition)
- Moses Marcus Warburg († 1830), deutscher Bankier
- Moses Wassermann (1811–1892), deutscher Rabbiner und Kirchenrat
- Moses Wasserzug, polnisch-preußischer Chasan und Schächter
- Moses Wessely (1737–1792), deutscher Großkaufmann und Aufklärer
- Moses Wetangula (* 1956), kenianischer Politiker
- Moses Tobias Wetzlar (1847–1916), Silberschmied
- Moses Wisner (1815–1863), US-amerikanischer Politiker
- Moses Witbooi († 1888), Nama-Kaptein
- Moses Wolfenstein (1838–1907), deutscher jüdischer Kaufmann in Berlin und Stifter der Synagoge Steglitz im gleichnamigen Berliner Stadtteil
- Moses Wolff (* 1969), deutscher Schauspieler, Kabarettist und Musiker
- Moses Abraham Wolff (1713–1802), Leibarzt von Clemens August, Kurfürst von Köln
- Moses Benjamin Wulff (1661–1729), jüdischer Kaufmann und Hoffaktor
- Moses Samuel Zuckermandel (1836–1917), mährisch-deutscher Rabbiner und Talmudist
- Moses ǁGaroëb (1942–1997), namibischer Politiker

Weiterer Vorname
- John Moses Browning (1855–1926), US-amerikanischer Waffentechniker
- John Moses Brunswick (1819–1886), US-amerikanischer Geschäftsmann
- Lippmann Moses Büschenthal (1784–1818), deutscher Großrabbiner und Schriftsteller
- Gervazio Moses Chisendera (1928–2004), malawischer Geistlicher, katholischer Bischof
- Anton Moses von Cziraky (1772–1852), österreichischer Staatsmann, Rechtshistoriker und Ritter des goldenen Vließ
- Pelta Moses Epstein (1745–1821), deutscher Rabbiner
- Lazarus Moses Glogau (1805–1887), deutscher Buchhändler und Antiquar
- Luis Moses Gomez (* um 1660), jüdischer Kaufmann
- Israel Moses Henoch (1770–1844), Unternehmer, Bankier und gilt als Begründer des Berliner Nahverkehrs
- Ephraim Moses Kuh (1731–1790), deutsch-jüdischer Dichter und Kaufmann
- Alexander Moses Lapidot (1819–1906), litauischer Rabbiner
- Joseph Moses Levy (1812–1888), englischer Publizist und Unternehmer
- Ephraim Moses Lilien (1874–1925), österreichisch-deutscher Jugendstilkünstler, Zionist
- Abraham Moses Luncz (1854–1918), jüdischer Gelehrter, Autor und Verleger
- Abraham Moses Mayländer († 1838), deutscher Rabbiner
- Ralph Moses Paiewonsky (1907–1991), US-amerikanischer Politiker
- Phöbus Moses Philippson (1807–1870), deutscher Schriftsteller und Mediziner
- Ephraim Moses Pinner († 1880), Talmudgelehrter
- Henry Moses Pollard (1836–1904), US-amerikanischer Politiker
- Doraboina Moses Prakasam (* 1957), indischer Geistlicher, Bischof von Nellore
- Lemle Moses Reinganum (1666–1724), kurpfälzischer Hofjude
- Theron Moses Rice (1829–1895), US-amerikanischer Politiker
- Amschel Moses Rothschild († 1755), Vorfahre der Rothschildfamilie
- Joel Moses Salomon (1838–1912), Mitbegründer von Petach Tikva